# Кузнецов, Олег Николаевич
Оле́г Никола́евич Кузнецо́в (23 февраля 1926, Ленинград — 2 июня 2005, Санкт-Петербург) — советский и российский учёный — специалист в области психиатрии, один из основателей авиационной и космической психологии. Полковник медицинской службы, доктор медицинских наук, действительный член Общества психологов СССР.
Основные направления научных исследований: авиационно-космическая психиатрия, психология и психопатология одиночества, адаптации человека к непривычным условиям существования, патография, художественная психопатология, культурологические проблемы психотерапии, вопросы психологии взаимодействия врачей-психотерапевтов со священнослужителями, различные аспекты библиотерапии, психолингвистики, арттерапии.

## Учеба и первые годы службы
В 1943 году, сдав экстерном экзамены за среднюю школу, поступил в Первый Ленинградский медицинский институт имени И. П. Павлова. В том же году был призван в армию, служил красноармейцем на Ленинградском фронте, затем лекарским помощником военного госпиталя 23-й армии.
В 1944 году возобновил учебу; в 1949 году с отличием окончил Лечебный факультет и был оставлен в клинической ординатуре на Кафедре невропатологии.
После ординатуры вновь был призван в армию; до 1952 года служил врачом-специалистом батальона 31-й авиатехнической дивизии на Сахалине; с 1952 по 1956 год — начальник лазарета батальона 76-й воздушной армии Ленинградского военного округа; с 1956 по 1962 год — помощник начальника ЛАМ 76-й воздушной армии.

## Подготовка космонавтов. Звездный городок

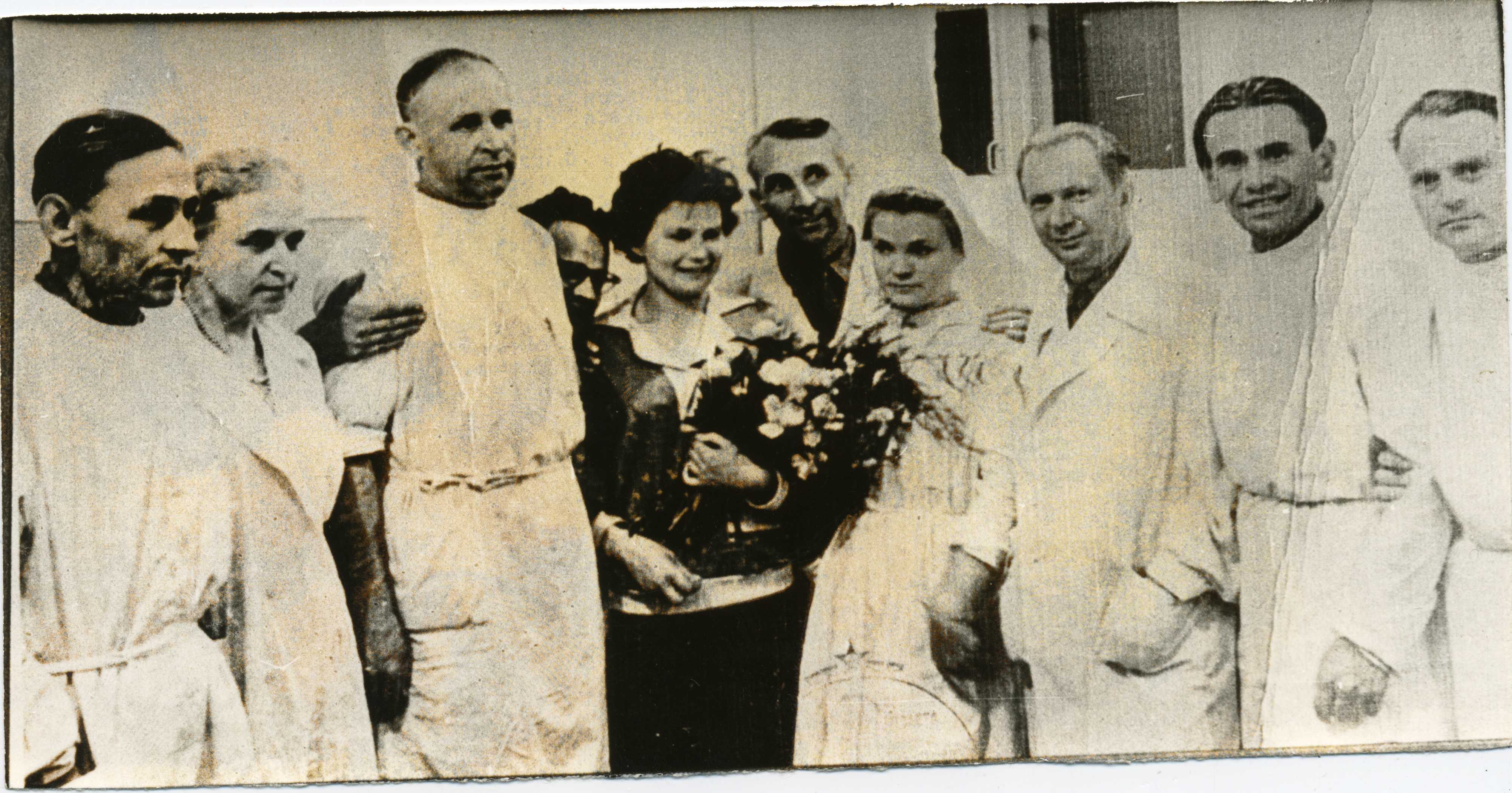
Встреча В. В. Терешковой в Звездном городке (второй справа — О. Н. Кузнецов)

C 1962 по 1963 год служил начальником лаборатории, ведущим врачом Лаборатории космической медицины в Гатчине; с 1963 по 1974 год возглавлял Лабораторию испытаний нервно-психической устойчивости Центра подготовки космонавтов в Звездном городке.
В 1970 году защитил кандидатскую диссертацию «Клиника и феноменология поведения здорового человека в длительных одиночных сурдокамерных испытаниях».

## Военно-медицинская академия им. С. М. Кирова

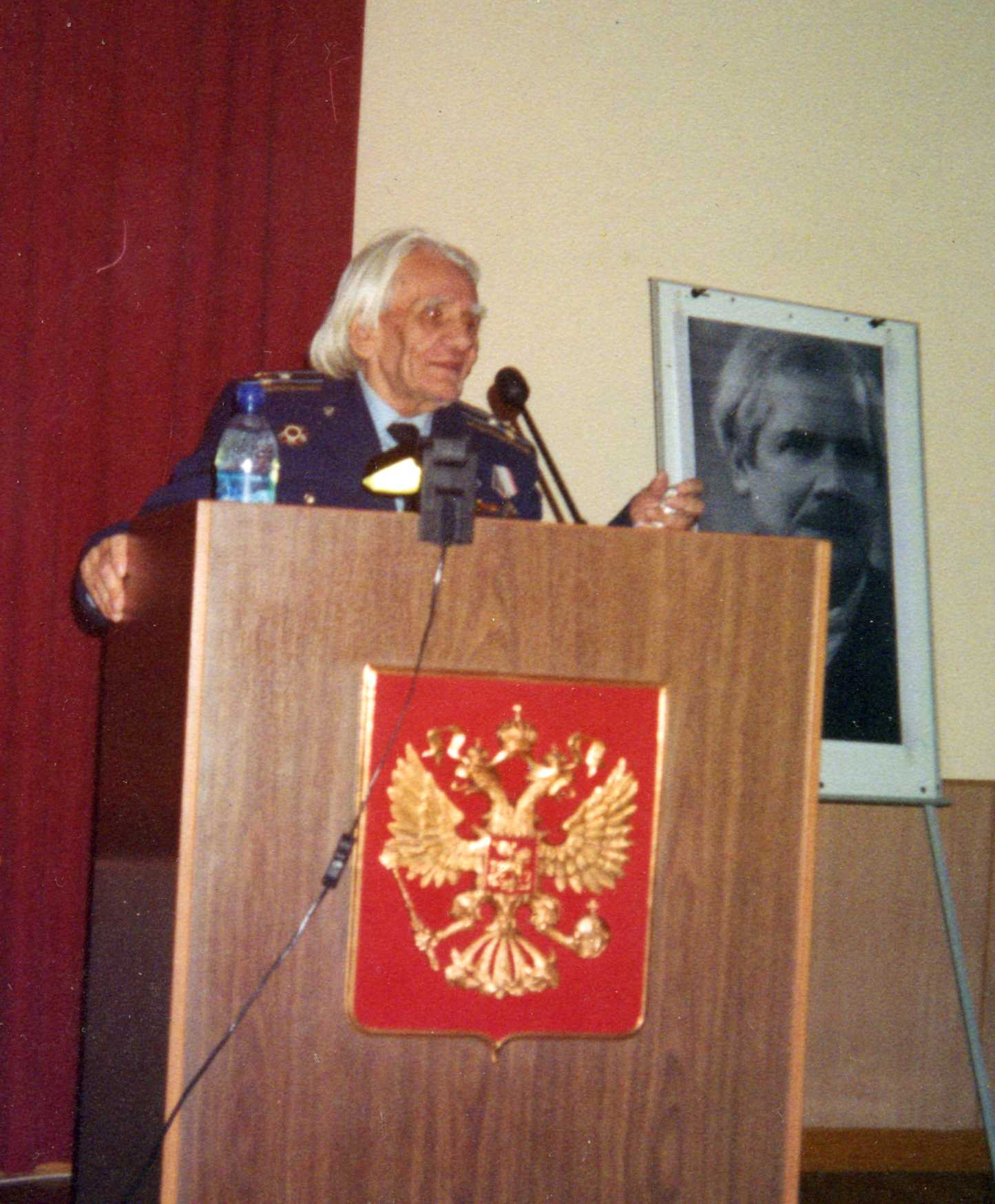
Выступление Кузнецова О. Н. на конференции, посвящённой 100-летию со дня рождения И. Ф. Случевского. ВМА, 2003

В 1974 году О. Н. Кузнецов, по его просьбе, был переведён в Ленинградскую Военно-медицинскую академию на Кафедру психиатрии. До 1995 года заведовал Психологической лабораторией кафедры.
Разработал курс лекций по военно-медицинской психологии и принципиально новый курс авиационно-космической психиатрии.
В 1996 году защитил докторскую диссертацию «Психология и психопатология адаптации человека к непривычным условиям существования».

## Исследование творчества Ф. М. Достоевского
Член-учредитель Российского общества Достоевского.
Постоянный участник Международных Старорусских чтений «Достоевский и современность».

## Семья[1][2][3]
Отец — Николай Кузнецов (1897—1942); гардемарин, военный инженер 1 ранга, кандидат наук, начальник кафедр механики и математики и начальник Механического факультета Высшего военно-морского инженерного училища имени Ф. Э. Дзержинского. Мать — Ксения Ивановна Кузнецова (Дурдина) (1898—1956).
Жена — Ольга Александровна Кузнецова, урожденная Гаевская (1930—1990); 
Сын Владимир; окончил мехмат МГУ, кандидат наук. Внук Николай; окончил Математико-механический факультет Санкт-Петербургского государственного университета, доктор наук, член-корреспондент РАН.
Дочь Татьяна; окончила Филологический факультет Санкт-Петербургского государственного университета.

### Научные труды и публицистика
- Кузнецов О. Н., Лебедев В. И. Психология и психопатология одиночества. — М.: Медицина, 1972. — 336 c.
- Кузнецов О. Н., Лебедев В. И. Достоевский о тайнах психического здоровья. — СПб.: Российский открытый университет, 1994. — 168 с.
- Кузнецов О. Н., Лебедев В. И. Достоевский над бездной безумия. — М.: Когито-Центр, 2003. — 227 c.